# Shemshī
Shemshī (persiska: Shemsī, شمشی) är en ort i Iran.   Den ligger i provinsen Hormozgan, i den sydöstra delen av landet, 1 300 km sydost om huvudstaden Teheran. Shemshī ligger 16 meter över havet och antalet invånare är 669.
Terrängen runt Shemshī är platt.Runt Shemshī är det mycket glesbefolkat, med 7 invånare per kvadratkilometer. Närmaste större samhälle är Gohert, 3,1 km sydväst om Shemshī. Trakten runt Shemshī är ofruktbar med lite eller ingen växtlighet.